# Qrendi
Qrendi (forma estesa in maltese Il-Qrendi, pronuncia 'Rendi; in italiano storico Crendi) è un comune nel sud-ovest dell'isola di Malta con una popolazione di 2 725 abitanti.
Si trova vicino a Micabba e Zurrico. I templi neolitici di Menaidra e Agiar Chim si trovano nel suo territorio. Gli abitanti sono definiti crendini.

## Storia
Storicamente, Crendi è apparso per la prima volta nei documenti della milizia nel 1417, in cui sono elencate 26 famiglie; in metà dei casi, i cognomi erano identici a quelli che si trovano oggi a Crendi. Ma Crendi era stata fondata molto prima. I complessi del tempio di Menaidra e di Agiar Chim furono costruiti nel 3800 aC. - uno dei primi edifici della storia umana. I resti delle tombe e delle catacombe nei campi, così come altri reperti preistorici indicano l'inizio antico dell'insediamento.
Per gratitudine per l'espulsione dei Turchi durante il primo grande assedio del 1565, venne dedicata una Cappella a Sant'Anna.
Durante la seconda guerra mondiale, Crendi e i suoi dintorni ospitavano una serie di guarnigioni britanniche che si preparavano ad agire contro le forze di Rommel in Nord Africa. Vicino a Crendi fu costruito un campo di volo per la pianificata invasione alleata della Sicilia e anche se questo sito è stato riconvertito ancora alcuni edifici e la pista di atterraggio possono essere identificato a nord del villaggio. Durante questo periodo Crendi subì anche bombardamenti, con distruzione di case e vittime. Tra gli edifici danneggiati vi fu anche la chiesa parrocchiale di San Matteo, che fu ricostruita dopo la guerra.
Nel corso del tempo, Crendi è cresciuta lentamente verso una popolazione a quattro cifre; Oggi ha poco più di 2 500 abitanti. Fino agli anni '90, gli abitanti vivevano principalmente di agricoltura, caccia e pesca.
Il villaggio è cambiato parecchio negli ultimi anni a causa della costruzione di una nuova circonvallazione e di nuove zone di insediamento. La stazione degli autobus e una piazza di fronte alla chiesa parrocchiale sono state create rimuovendo le fondamenta di una vecchia casa di campagna.
Con la legge sui consigli locali del 1993 Crendi divenne una località con il proprio consiglio comunale; Cinque membri vengono eletti ogni tre anni e uno di loro diventa sindaco. Tra i loro compiti vi sono il mantenimento delle strade del villaggio, la pulizia delle strade e le decisioni sui parcheggio. È necessario concordare compiti maggiori con il governo e altre istituzioni. L'ufficio comunale è vicino alla piazza principale.
Crendi ha una propria scuola elementare e una scuola speciale.

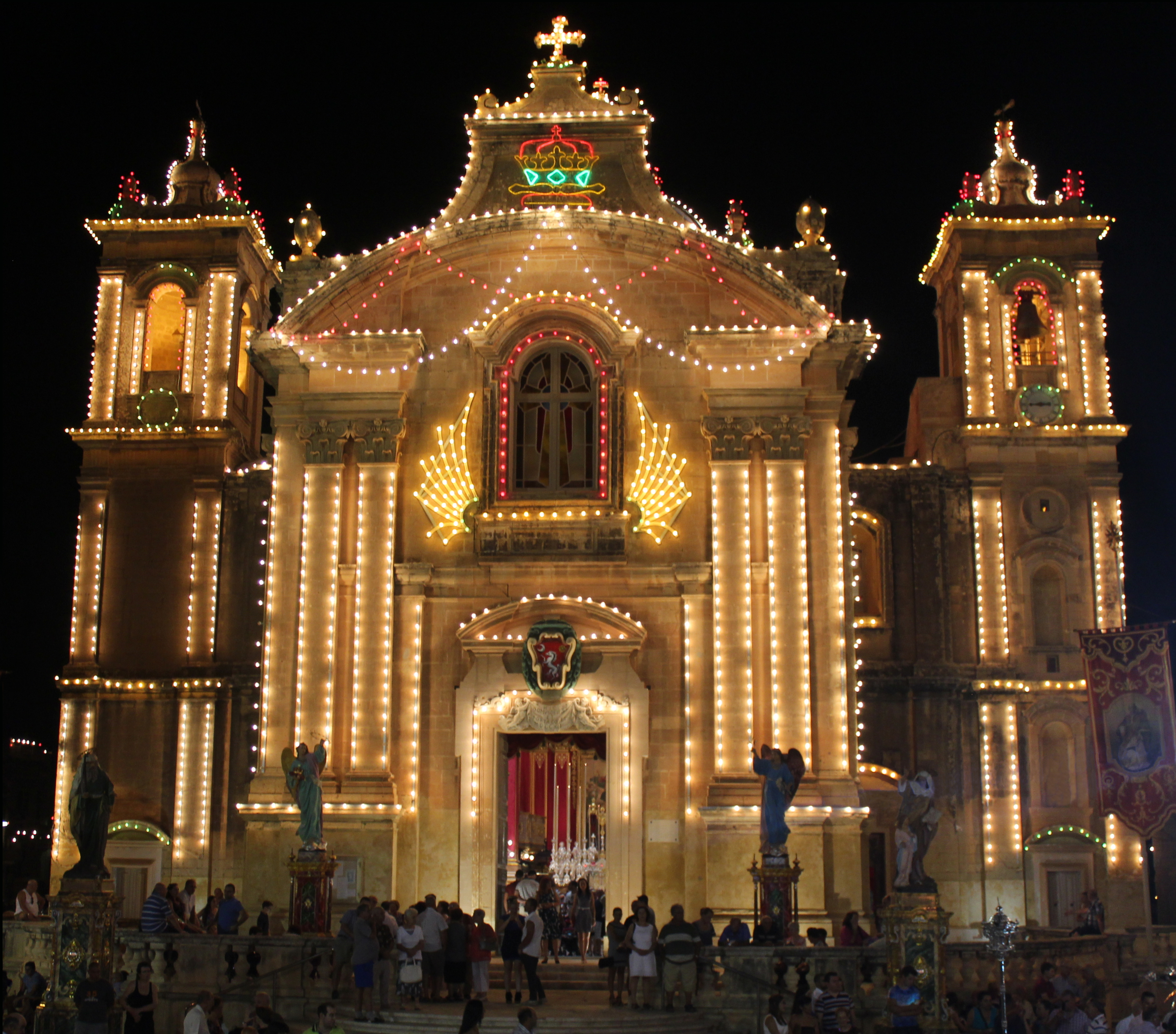
Chiesa parrocchiale dell'Assunzione di Maria Vergine illuminata a festa
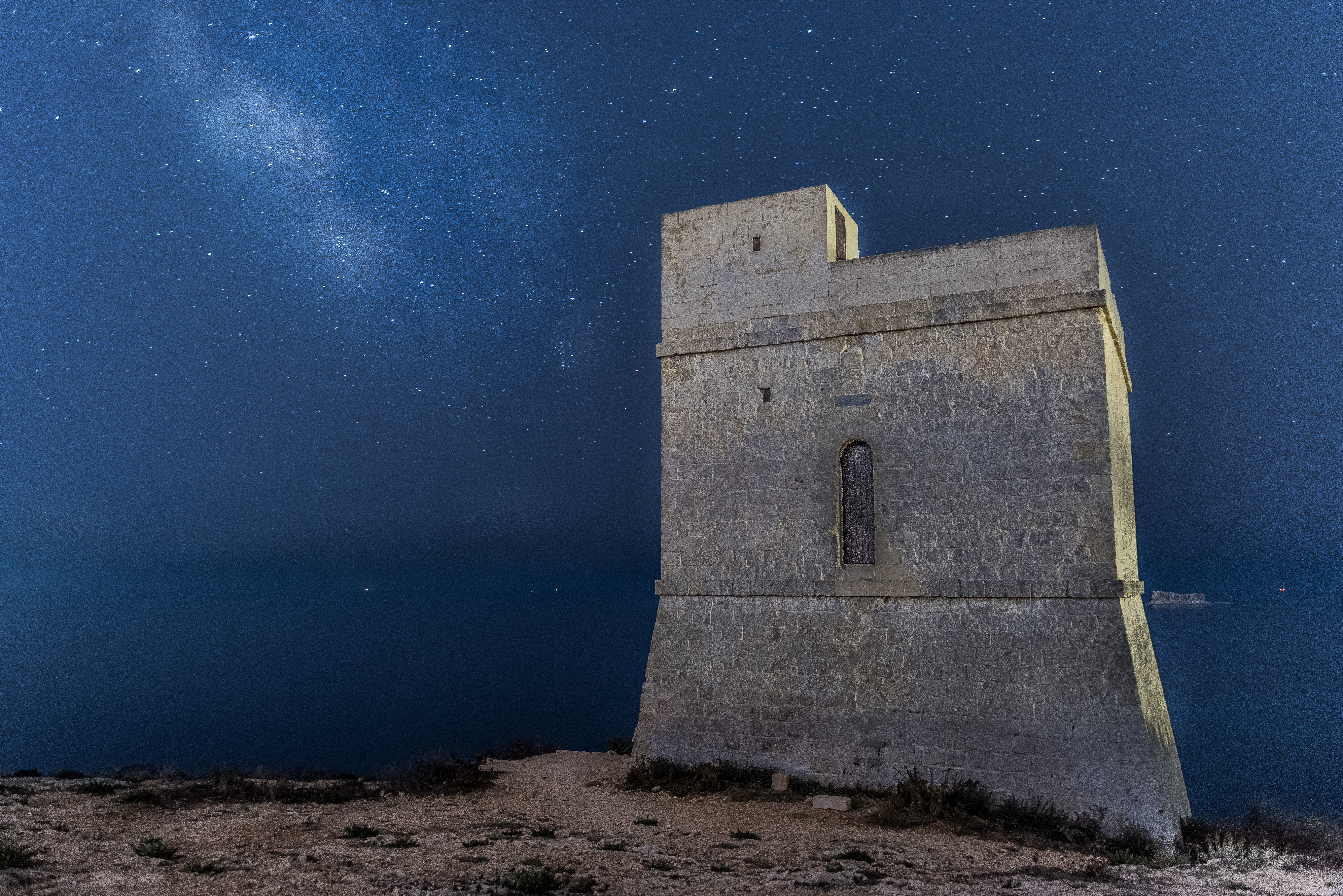
Torre della Valle di Zurrico e isola di Filfla sullo sfondo
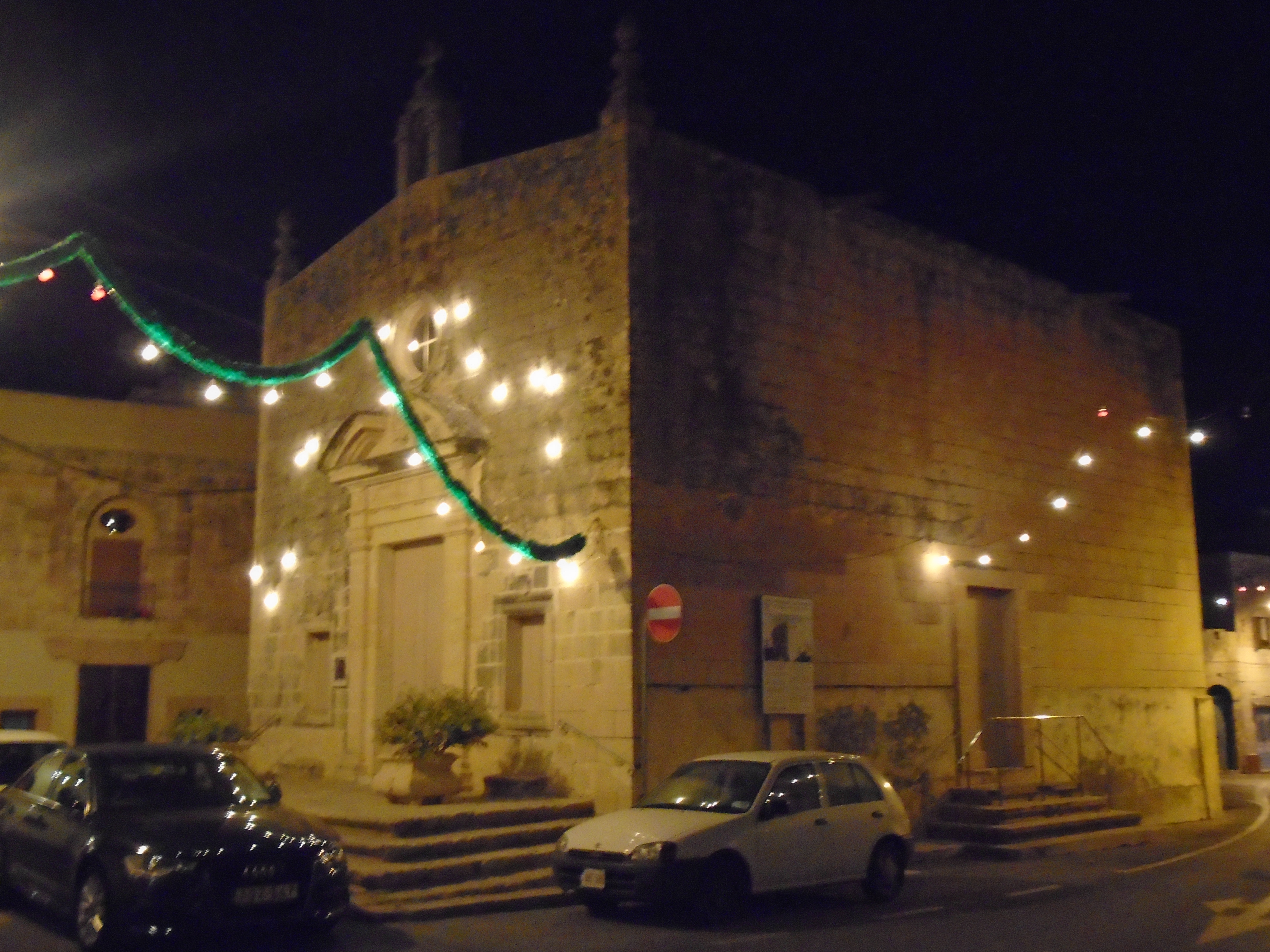
Cappella del Salvatore
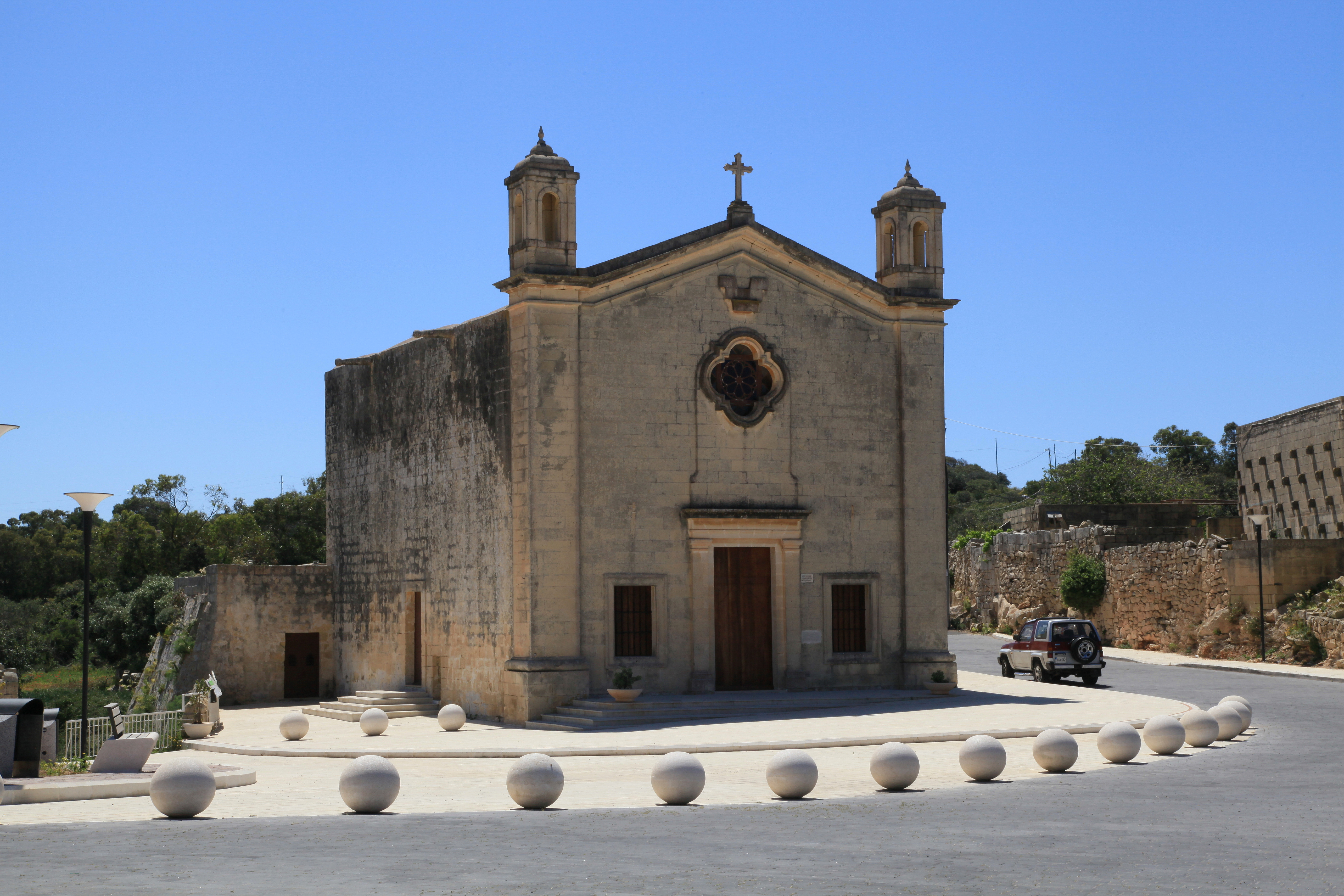
Cappella di San Matteo di Macluba
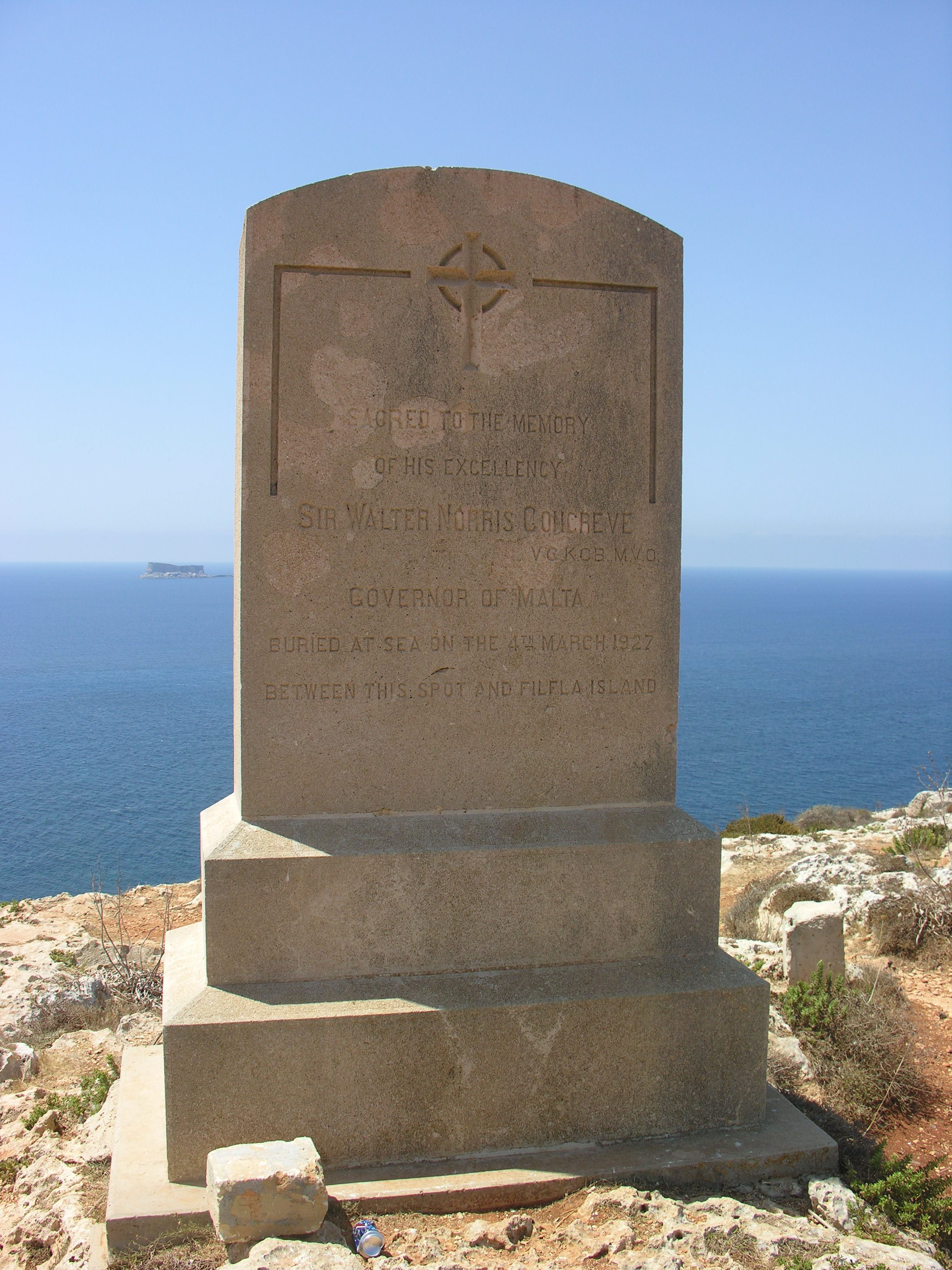
Memoriale di Walter Norris Congreve
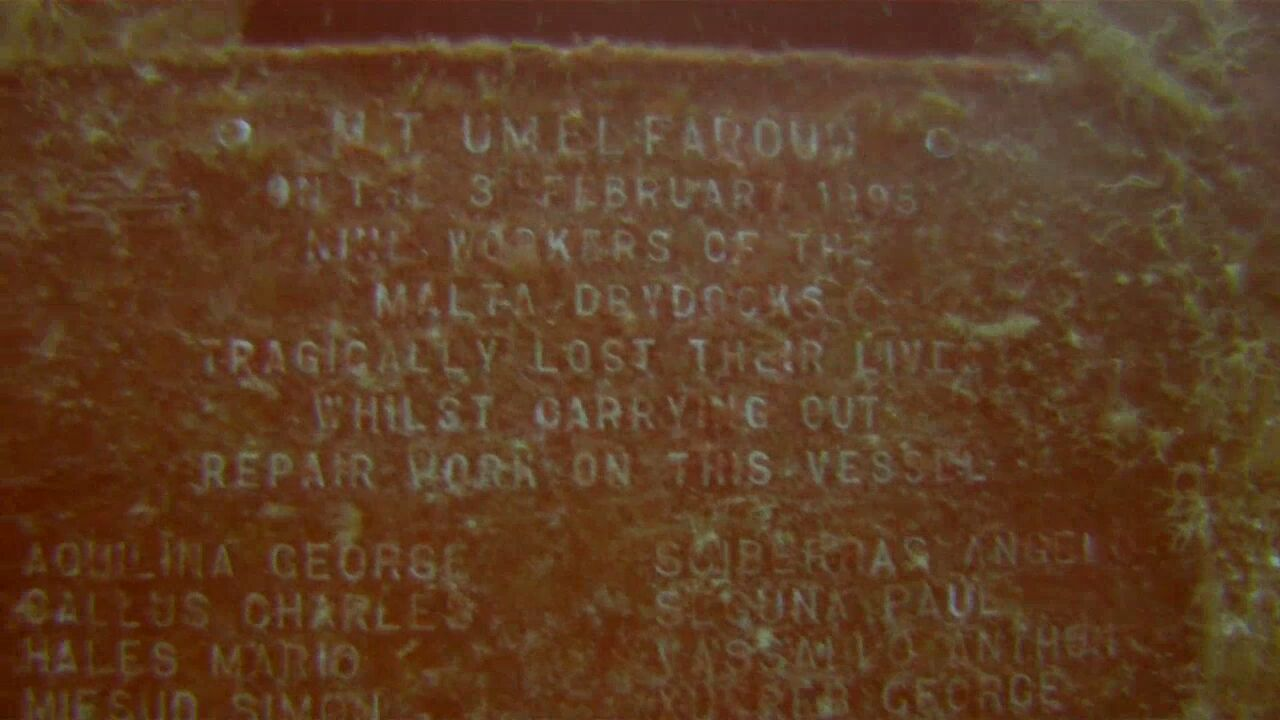
Targa commemorativa delle vittime dell'esplosione della nave Um El Faroud
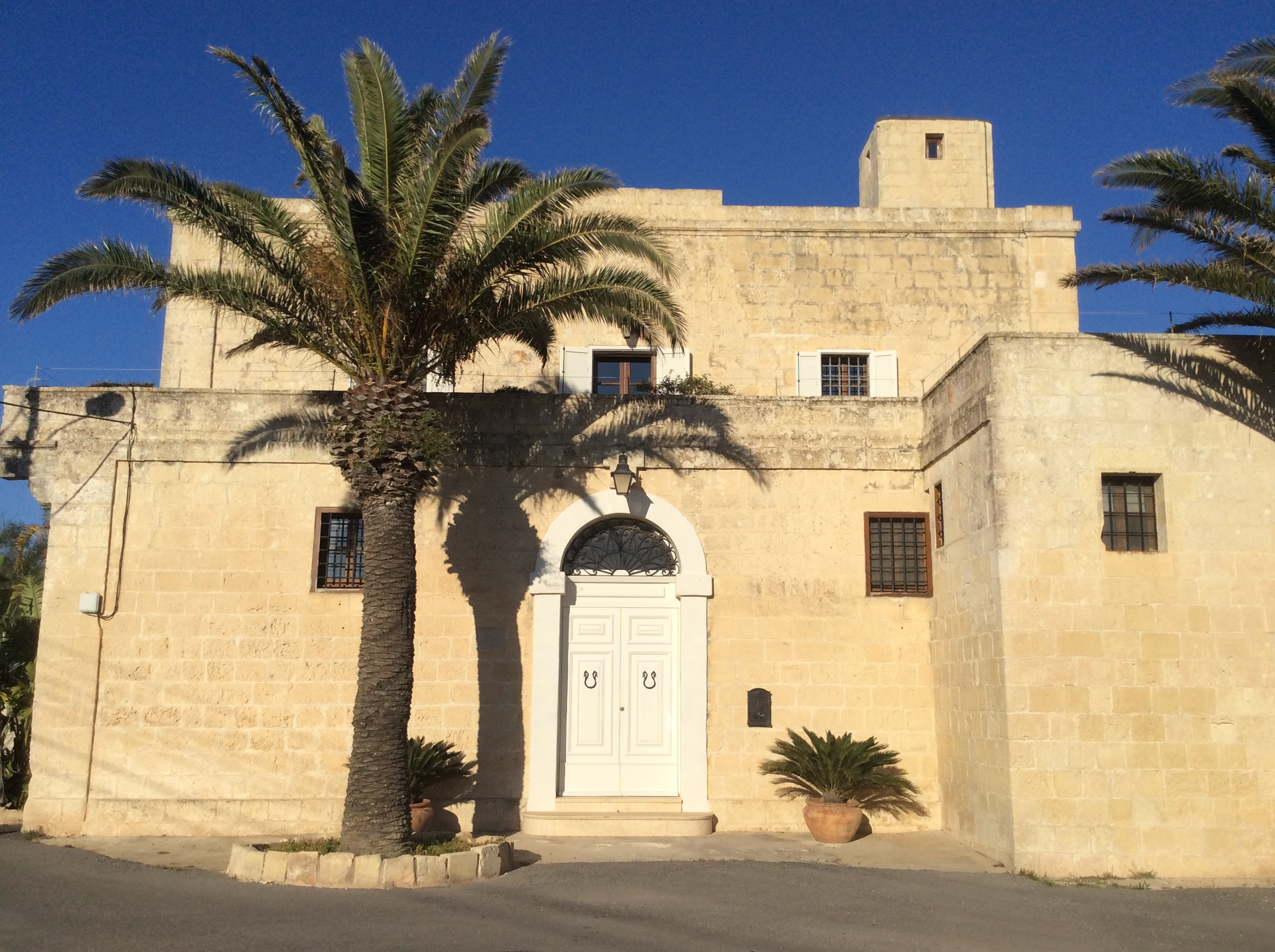
Palazzo Guarena
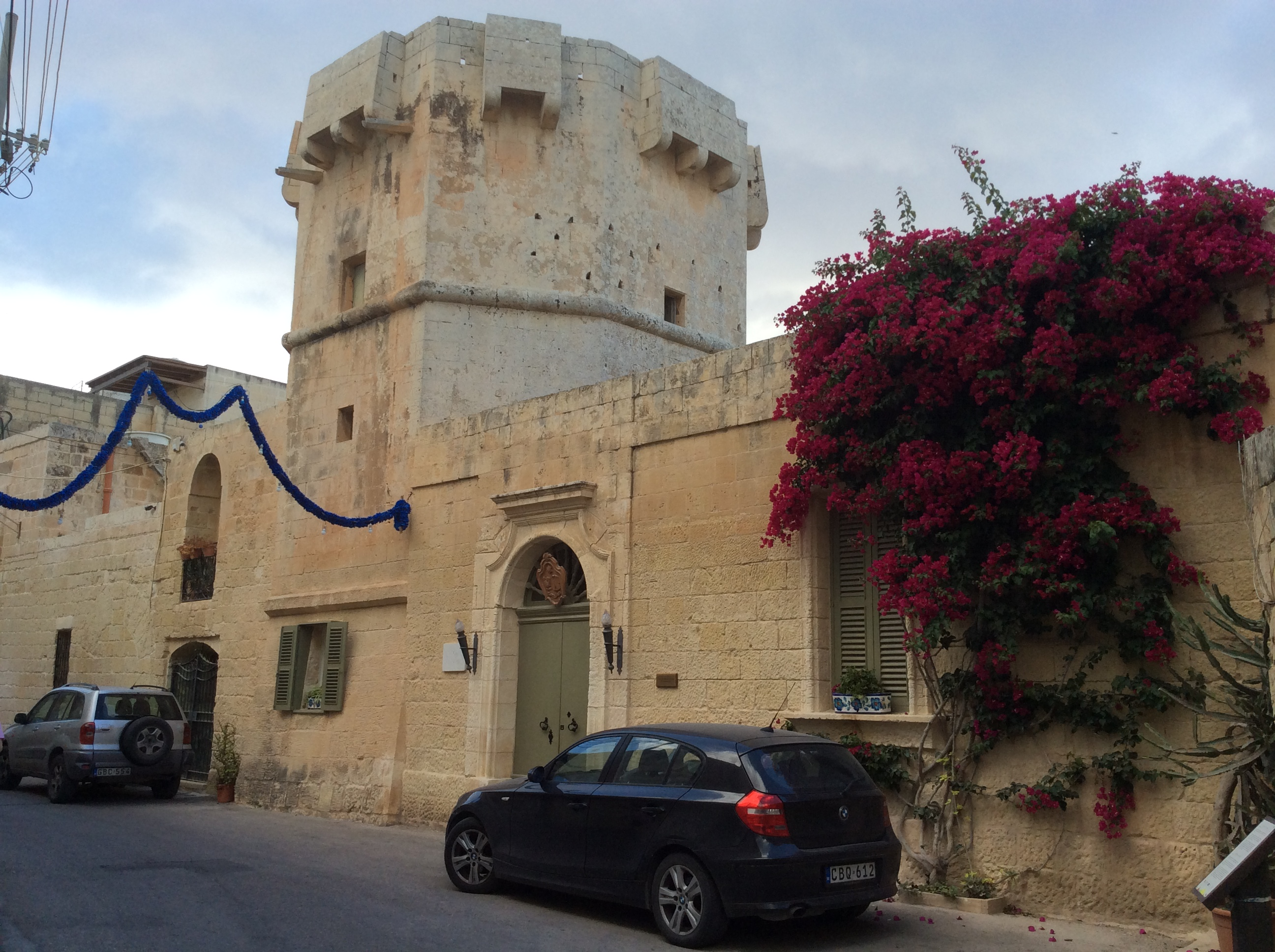
Torre dei Cavalieri